# Борго Слакара (Ферара)
Борго Слакара (итал. Borgo Slaccara) је насеље у Италији у округу Ферара, региону Емилија-Ромања.
Према процени из 2011. у насељу је живело 15 становника. Насеље се налази на надморској висини од 2 м.